# Братська могила 867 воїнів та пам’ятник воїнам визволителям (Кривий Ріг)
Братська могила 867 воїнів та пам'ятник воїнам визволителям — пам'ятка місцевого значення, розташована у Покровському районі Кривого Рогу, вулиця Федора Караманіца, парк Шахтарський.

## Передісторія
22 лютого 1944 року частини 92, 15 гвардійських стрілецьких дивізій, 10-ї гвардійської повітрянодесантної дивізії визволили північні рудники Кривого Рогу від нацистських окупантів. Загиблі в боях воїни-визволителі були поховані в братській могилі у Жовтневому районі біля центральної алеї парку ім. 50-річчя Радянської України (сучасний Парк Шахтарський).
9 травня 1957 р. на братській могилі була встановлена скульптурна композиція з білого мармуру «Воїн з прапором та схилена на коліно жінка» на постаменті з сірого полірованого граніту. Автори пам'ятника — скульптор М. К. Вронський, архітектор А. П. Олійник.
На початку 70-х років ХХ ст. згідно з даними Жовтневого військкомату за 1970 р. встановлено прізвища 144 осіб з 867 загиблих воїнів.
Рішенням Дніпропетровського облвиконкому від 08.08.1970 р. № 618 пам'ятка була взята на державний облік з охоронним номером 1679.
На початку 80-х років пам'ятка зазнала змін: територію меморіалу упорядкували бетонними плитами, встановили 56 меморіальних плит з рожевого полірованого граніту (в два ряди по 14 плит на кожній могилі). На меморіальних плитах увічнено імена 497 встановлених осіб з 867 загиблих воїнів. Написи виконано російською мовою.
У 2014—2015 рр. відповідно до рішення Криворізької міської ради від 17.09.2014 р. № 301 на пам'ятці були проведені ремонтні роботи.

## Пам'ятка

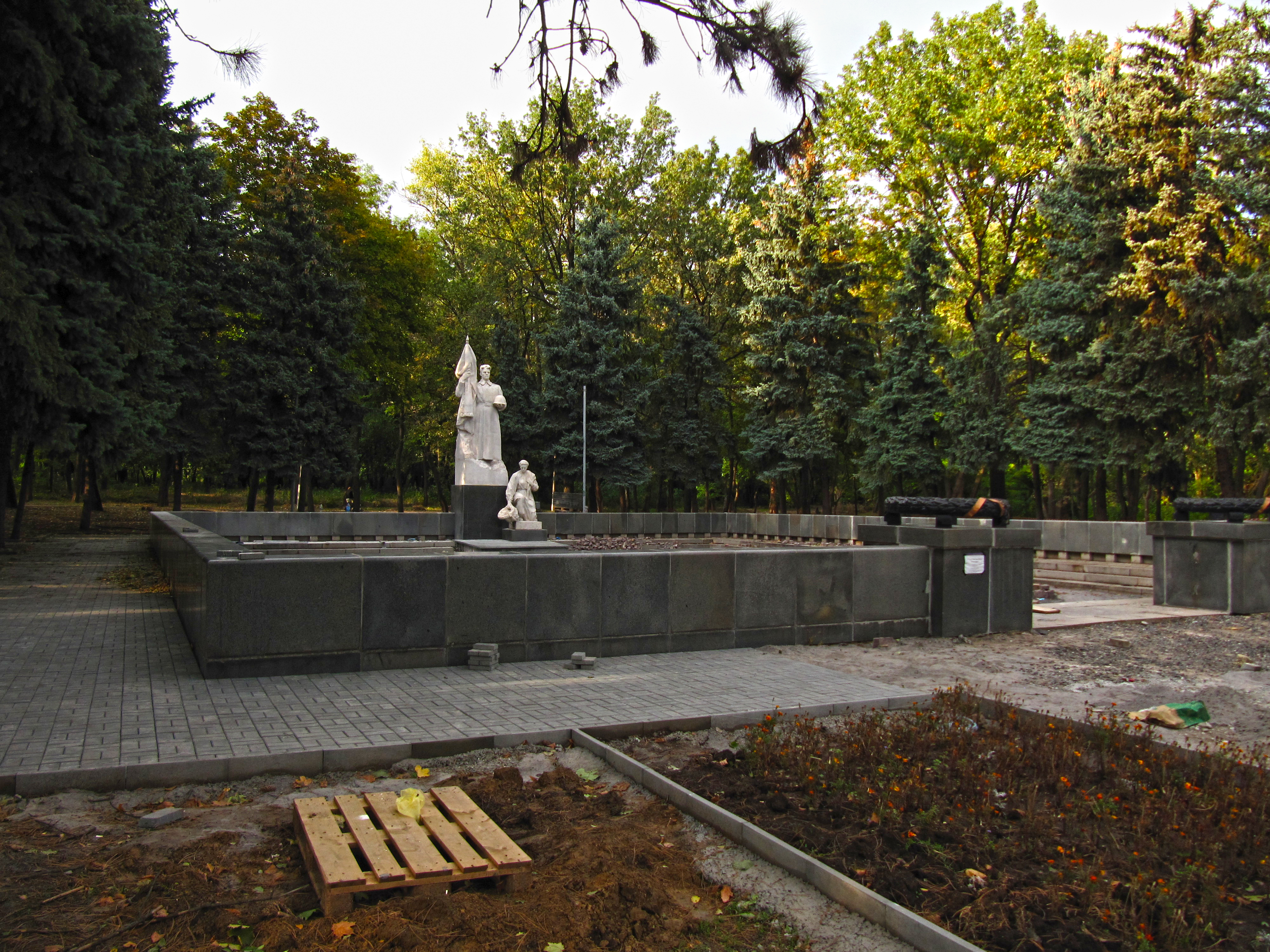

Пам'ятка являє собою меморіальний комплекс, який включає братську могилу радянських воїнів, надмогильні плити з іменами похованих, вічний вогонь, скульптурну композицію з фігур солдата і жінки, а також огорожу навколо вище названих елементів.
Скульптурна композиція «Воїн з прапором та схилена на коліно жінка» виготовлена з білого мармуру. Молодий воїн, одягнений у шинель, підперезаний ременем, стоїть, тримаючи в правій руці прапор, а на зігнутій лівій — каску. Погляд воїна спрямований попереду себе — на братські могили. Висота скульптури — 7,0 м. Постамент — прямокутної в плані форми, розмірами 1,75 × 1,50 м, висота 1,96 м, обкладений плитами з сірого полірованого граніту. На лицьовій частині постаменту викарбувано і зафарбовано бронзовою фарбою цифровий надпис: «1941—1945». Поряд фігура молодої жінки, що стоїть уклінно (на ліве коліно). У правій руці — вінок з лаврового листя, зі стрічкою, ліва — притиснута до грудей і підтримує накинуту на ліве плече хустку. Голова жінки злегка нахилена донизу, погляд спрямовано вниз, вираз обличчя сумний. Зачіска — широка коса, укладена вінком.
Конструкція «Вічний вогонь» складається з залізного коробу прямокутної форми розмірами 1,90 × 1,35 × 0,20 м. У центрі зроблено круглий отвір діаметром 1,0 м для газової горілки, на якому розміщено об'ємну залізну зірку, що кінцями променів торкається краю отвору. У центрі зірки — отвір для вогню у вигляді п'ятикутника. Проміжки між променями закрито чавунною решіткою. Короб вкрито світло-сірою, решітку — чорною, а зірку — білою і червоною фарбою.
Плита з полірованого сірого граніту, складена з трьох підігнаних плит, загальними розмірами 2,05 × 1,80 × 0,20 м. На ній у верхній частині вигравіювано п'ятипроменеву зірку, в нижній — лаврову гілку, між ними — надпис у 7 рядків українською мовою великими літерами: «ВІЧНА СЛАВА ГЕРОЯМ, ЩО ПОЛЯГЛИ В БОЯХ ЗА СВОБОДУ ТА НЕЗАЛЕЖНІСТЬ НАШОЇ БАТЬКІВЩИНИ». Усі вигравіювані знаки вкрито фарбою під бронзу.
Братська могила у вигляді двох прямокутних газонів, розмірами 14,45 × 4,35 м, обкладених бетонним бордюром шириною 10 см, висотою 5 см, розташованих на відстані 2,40 м один від одного. У середині обох газонів розташовано по 28 меморіальних плит з рожевого полірованого граніту в два ряди по 14 плит, розмірами 0,8 × 0,5 м, товщиною 5 см, на відстані 0,5 м одна від одної. Плити укладені на постаменти з бетону, висотою 20 см у нижній частині і 30 см — у верхній. Бокові частини постаментів і самих меморіальних плит пофарбовано світлою фарбою. На них жовтою фарбою нанесено прізвища, ініціали та звання похованих воїнів.
Увесь простір у середині огорожі між сходами, газонами з меморіальними плитами і скульптурами викладено декоративною плиткою.